# Ravilja Prokopenko
Ravilja Nadzjipovna Prokopenko (Russisch: Равиля Наджиповна Прокопенко; meisjesnaam: Салимова; Salimova) (Sjoertsji, Surxondaryo, 8 september 1941 – Tasjkent, 1 juli 2019) was een basketbalspeelster. Ze kwam uit voor het nationale team van de Sovjet-Unie.

## Carrière
Salimova begon haar carrière bij Mechnat Tasjkent in 1960. In 1972 stapte ze over naar SKIF Tasjkent. In 1976 stopte ze met basketbal.
Met het nationale team van de Sovjet-Unie won Salimova twee keer goud in 1964 en 1967 op het Wereldkampioenschap en vier keer goud op het Europees Kampioenschap in 1962, 1964, 1966, 1968.

## Privé
Ravilja Prokopenko heeft een dochter Angela en een zoon Igor, haar schoonzoon is de bekende schermer Valeri Zakharevitsj die brons (1992 Degen team) en zilver (1996 Degen team) behaalde op de Olympische Spelen.

## Erelijst
- Wereldkampioenschap: 2
  - Goud: 1964, 1967
- Europees Kampioenschap: 4
  - Goud: 1962, 1964, 1966, 1968